# Formica obsoleta
Formica obsoleta är en myrart som beskrevs av Carl von Linné 1758. Formica obsoleta ingår i släktet Formica och familjen myror. Inga underarter finns listade i Catalogue of Life.